# Yves Robert
Yves Robert (19. června 1920 Saumur – 10. května 2002 Paříž) byl francouzský filmový režisér, scenárista, producent a herec. 

## Život
Vyrůstal v Anjou, byl cukrářem a typografem, pak pracoval v Paříži v Musée Grévin. U divadla začínal za druhé světové války v lyonské Compagnie Grenier-Hussenot. Vystupoval také v Théâtre de l'Atelier, Théâtre des Champs-Élysées a v kabaretu La Rose rouge. První filmovou roli získal roku 1948 v Les Dieux du dimanche Reného Lucota a svůj první film režíroval v roce 1954. V roce 1961 zfilmoval knihu Louise Pergauda Knoflíková válka. Tento snímek získal Cenu Jeana Viga a patří s více než deseti miliony diváků ke komerčně nejúspěšnějším dílům v historii francouzské kinematografie. Ve spolupráci s Jeanem-Loupem Dabadiem vytvořil hořkou komedii z hereckého prostředí Buď zdráv, umělče!, v níž hrál hlavní roli Marcello Mastroianni. Podle námětu Francise Vebera vznikla satira Velký blondýn s černou botou a její pokračování Návrat velkého blondýna, kde ztvárnil Pierre Richard nepraktického hudebníka zapleteného do intrik tajné služby. Podle vzpomínkové knihy Marcela Pagnola natočil Robert filmy Tatínkova sláva a Maminčin zámek, za které mu v roce 1991 Francouzská akademie udělila cenu Jeana le Duca. Spolupracoval také s Louisem de Funèsem, Jacquesem Perrinem, Michelem Galabruem, Giorgiem Strehlerem, Jeanem Rochefortem, Georgesem Brassensem a Vladimirem Cosmou. Uvedl do Francie britskou skupinu Monty Python a nadaboval film Bohové musejí být šílení.
Jeho první manželkou byla herečka Rosy Varte, s níž měl syna Jeana-Denise, který se také uplatnil u filmu. Podruhé se oženil s Danièle Delorme, s níž provozovali produkční firmu La Guéville. Robertovo jméno nese mládežnická ubytovna v Paříži a park v Bailleau-Armenonville, kde natáčel Knoflíkovou válku.

## Režijní filmografie
- 1954 Les Hommes ne pensent qu'à ça
- 1958 Nevídáno, neslýcháno
- 1959 Podepsán Arsène Lupin
- 1962 Knoflíková válka
- 1963 Bébert et l'omnibus
- 1966 Také velké bankovky mohou být falešné
- 1967 Alexandre le bienheureux
- 1969 Clérambard
- 1972 Velký blondýn s černou botou
- 1973 Buď zdráv, umělče!
- 1974 Návrat velkého blondýna
- 1976 Záletník
- 1979 Odvahu a nohy na ramena
- 1984 Dvojče
- 1990 Tatínkova sláva
- 1990 Maminčin zámek
- 1992 Rej výtržníků
- 1994 Montparnasse-Pondichéry